# Грабово (Вуковар)
Грабово је насељено место у граду Вуковару, Вуковарско-сријемска жупанија, Хрватска.

## Историја
До територијалне реорганизације у Хрватској био је у саставу старе општине Вуковар. Као самостално насеље Грабово постоји од пописа 2001. Настала је издвајањем дела насеља Грабово.

## Становништво
У попису становништва из 2011. године, Грабово је имало 47 становника.
| Број становника према пописима | Број становника према пописима | Број становника према пописима | Број становника према пописима | Број становника према пописима | Број становника према пописима | Број становника према пописима | Број становника према пописима | Број становника према пописима | Број становника према пописима | Број становника према пописима | Број становника према пописима | Број становника према пописима | Број становника према пописима | Број становника према пописима | Број становника према пописима |
| ------------------------------ | ------------------------------ | ------------------------------ | ------------------------------ | ------------------------------ | ------------------------------ | ------------------------------ | ------------------------------ | ------------------------------ | ------------------------------ | ------------------------------ | ------------------------------ | ------------------------------ | ------------------------------ | ------------------------------ | ------------------------------ |
| 1857.                          | 1869.                          | 1880.                          | 1890.                          | 1900.                          | 1910.                          | 1921.                          | 1931.                          | 1948.                          | 1953.                          | 1961.                          | 1971.                          | 1981.                          | 1991.                          | 2001.                          | 2011.                          |
| 0                              | 0                              | 0                              | 132                            | 205                            | 220                            | 191                            | 154                            | 345                            | 346                            | 357                            | 384                            | 255                            | 192                            | 149                            | 47                             |

Напомена: Године 2001. настало издвајањем бивших насеља Јакобовац и Овчара од насеља Грабово (Томпојевци). Садржи податке за ова бивша насеља од 1890. до 1981.

## Галерија
- пут до засеока Овчара
- Спомен дом „Овчара“.
- хангар
- Споменик масакру на Овчари